# A Thurber Carnival
A Thurber Carnival es una revista de James Thurber, adaptada por el autor de sus cuentos, dibujos animados, y obras jocosas, casi todos habían aparecido en The New Yorker. La revista fue dirigida por Burgess Meredith con James Starbuck como director adjunto. Después de una prueba en seis ciudades, mientras Thurber siguió reescribiendo la obra, se estrenó en Broadway el 26 de febrero de 1960 y fue representada 233 veces, con un descanso de 25 de junio a 5 de septiembre. Finalizó el 26 de noviembre de 1960. El título se asemeja al de The Thurber Carnival (1945), la colección más exitosa de cuentos y dibujos de Thurber.

## Elenco y formato
El elenco de nueve miembros interpretó papeles con denominaciones genéricas como First Man, First Woman (Primer Hombre, Primera Mujer), etc. como se enumeraron en el guion publicado. Cada papel incluyó interpretaciones de personajes múltiples en las 16 escenas de la revista. El elenco de la noche del estreno fue:
| Actor            | Papel          | Personajes |
| ---------------- | -------------- | --- |
| Tom Ewell        | Primer Hombre  | Grant, He (Él), Anderson, The Pet Counsellor (El Terapeuta de Mascotas), James Thurber, Walter Mitty, Narrator (Narrador)                                                           |
| Paul Ford        | Segundo Hombre | Father (Padre), Man (Hombre), Wolf (Lobo), Lee, Darrel Darke, Bailey, Preble, Clint Jordan, John, Secretary Bird (Secretario Pájaro), Mr. Pritchard-Mitford, The Leader (El Líder)  |
| John McGiver     | Tercer Hombre  | Psychiatrist (El Psiquiatra), Lee's Staff Man (Miembro de staff de Lee), Visitor (Visitante), Westwater, H. F. Cluffman, Owl (Búho), Dr. Renshaw                                    |
| Peter Turgeon    | Cuarto Hombre  | Narrator (Narrador), Officer (Oficial), Announcer (Locutor), Mole (Topo), Lt. Berg (Tte. Berg), Dr. Remington                                                                       |
| Charles Braswell | Quinto Hombre  | Wolf (Lobo), Policeman (Polícia), Shultz, Mole (Topo), Clothes Moth (Polilla), First Voice (Primera Voz), Dr. Benbow                                                                |
| Peggy Cass       | Primera Mujer  | Mother (Madre), She (Ella), Mrs. Preble (Sra. Preble), Miss Alma Winege (Srta. Winege), Lou, Mrs. Mitty (Sra. Mitty), Narrator (Narradora)                                          |
| Alice Ghostley   | Segunda Mujer  | She (Ella), Salesgirl (Dependienta), Miss Whittaker (Srta. Whittaker), Jeanette Gaines, Nellie, Narrator (Narradora)                                                                |
| Wynne Miller     | Tercera Mujer  | Daughter (Hija), Little Girl (Niña pequeña), Bargirl (Chica del bar), Girl (Niña), Miss Daley (Srta. Daley), Miss Wynne (Srta. Wynne), Luna Moth (Mariposa Luna), Nurse (Enfermera) |
| Margo Lungreen   | Cuarta Mujer   | Miss Bagley (Srta. Bagley), Red Fox (Zorra Roja) |

Fueron apoyados por la música jazz del cuarteto de Don Elliott (Jack Six, Jimmy Raney, Ronnie Bedford, y Don Elliott).
El propio James Thurber se representó en 88 de las representaciones, dictando cartas en la escena File and Forget (Archivar y olvidar).

## Acto I
Las escenas en el primer acto de la revista incluyen las siguientes.

### World Dance (Part 1)
World Dance (Part 1) ("Baile mundial, parte 1") es una serie de remates del chiste dados durante pausas en la música mientras los personajes bailan, similar a los sketches de "cóctel" los cuales aparecieron luego en el programa de televisión Laugh-In. La escena fue montada por James Starbuck, con música del cuarteto de Don Elliott. Los personajes recibieron crédito por la obra con los nombres genéricos (y como "Intérpretes" en el Internet Broadway Database). Los remates del chiste se derivaron mayoritariamente de las leyendas debajo de los dibujos de Thurber, incluso "Where did you get those big brown eyes and that tiny mind?" (¿De dónde sacaste esos ojos grandes y marrones y esta mente pequeña?). La Parte 2 de la escena aparece al final del segundo acto.

### The Night the Bed Fell
The Night the Bed Fell ("La noche que la cama se cayó") consiste de Primer Hombre sentado a la orilla del escenario, contando el cuento de una noche particular de su niñez (la de Thurber), cuando una cama se derrumbó y provocó reacciones extraordinarias de su familia extendida excéntrica. Esta memoria dramatizada se estrenó en The New Yorker el 8 de julio de 1933, y fue reimpresa en el libro My Life and Hard Times (Mi vida y tiempos duros).

### Fables (Part 1)
Fables (Part 1) ("Fábulas Parte 1") es una colección de tres de las Fables for Our Time (Fábulas para nuestra época) de Thurber, montada en escena por James Starbuck. En cada fábula, los personajes, los cuales son nominalmente animales, se visten y se comportan como humanos. Incluye los cuentos siguientes:
- The Wolf at the Door ("El lobo en la puerta"): narrada por Segunda Mujer. Los personajes incluyen a la Hija (Tercera Mujer), la Madre (Primera Mujer), el Padre (Segundo Hombre), y el Lobo (Quinto Hombre). La familia Oveja discute si el visitante en la puerta es el Lobo o el Fuller Brush Man (un vendedor de puerta en puerta de la compañía Fuller Brush). La fábula fue publicada originalmente en The New Yorker el 28 de julio de 1956, y fue incluida en el libro Further Fables for Our Time (Más fábulas para nuestra época, 1956).

- The Unicorn in the Garden ("El unicornio en el jardín"): narrada por el Cuarto Hombre. Los personajes incluyen al Hombre (Primer Hombre), Ella (Segunda Mujer), Psiquiatra (Tercer Hombre), y Policía (Quinto Hombre). Basada en la fábula más famosa de Thurber, se trata de un hombre que ve un unicornio y subsecuentemente devuelve la jugada a su esposa que no le cree cuando él le cuenta del incidente. No se ve el unicornio en el escenario.[5] El cuento fue publicado originalmente en The New Yorker el 31 de octubre de 1939 y fue incluido en el libro Fables for Our Time & Famous Poems Illustrated (Fábulas para nuestra época y poemas famosos ilustrados, Harper and Brothers, 1940).[9]

- The Little Girl and the Wolf ("La niña pequeña y el lobo"): narrada por la Primera Mujer. Los personajes son Lobo (Segundo Hombre) y Niña pequeña (Tercera Mujer). Con base en el cuento de Caperucita Roja, termina cuando la niña dispara al lobo, que da la moraleja de la fábula. La fábula fue publicada originalmente en The New Yorker el 21 de enero de 1939,[9] y fue incluida en Fables for Our Time & Famous Poems Illustrated.

### If Grant Had Been Drinking at Appomattox
If Grant Had Been Drinking at Appomattox ("Si Grant hubiera estado bebiendo en Appomattox"): narrado por Cuarto Hombre. Los personajes son el Cabo Shultz de la 65.ª infantería voluntaria de Ohio, asistente de Grant (Quinto Hombre), Grant (Primer Hombre), Lee (Segundo Hombre), Miembro del staff de Lee (Tercer Hombre), y Oficial (Cuarto Hombre). Este cuento "¿qué tal si?" de Thurber sobre Grant y Lee en la rendición en Appomattox fue publicado por primera vez en The New Yorker el 6 de diciembre de 1930. Fue incluido en el libro The Middle-Aged Man on the Flying Trapeze (El hombre de mediana edad en el trapecio volador Harper and Brothers, 1935).

### Casuals of the Keys
Casuals of the Keys ("Obras jocosas de las llaves") tiene la actuación de dos personajes Visitante (Tercer Hombre) y Darrel Drake (Segundo Hombre). Consiste en el Capitán Drake contando a su visitante historias poco probables de las personas a las cuales ha conocido. El cuento fue publicado por primera vez en The New Yorker el 7 de mayo de 1932 y fue reimpreso en The Middle Aged Man on the Flying Trapeze.

### The Macbeth Murder Mystery
The Macbeth Murder Mystery ("Macbeth: Novela de misterio") enlista a los dos personajes como Él (Primer Hombre) y Ella (Primera Mujer). Cuando una aficionada de novelas de misterio no encuentra nada para leer excepto Macbeth, ella concluye que Macbeth no fue el asesino, y da a su conocido una perspectiva muy diferente sobre las obras de William Shakespeare. El cuento apareció en The New Yorker el 2 de octubre de 1937 y fue reimpreso en My World and Welcome to It (Mi mundo y bienvenido a él, 1942).

### Gentlemen Shoppers
Gentlemen Shoppers ("Caballeros compradores"), narrado por Cuarto Hombre. Los personajes incluyen Dependienta (Segunda Mujer), Westwater (Tercer Hombre), Barista mujer (Tercera Mujer), Anderson (Primer Hombre), y Bailey (Segundo Hombre). El relato de compradores borrachos fue escrito específicamente para A Thurber Carnival. No apareció en The New Yorker y nunca ha sido publicado en prosa. 

### The Last Flower
The Last Flower ("La última flor"): El Primer Hombre narra esta presentación de diapositivas de la serie de dibujos animados de Thurber sobre las consecuencias de la Guerra Mundial XII, el cual fue publicado inicialmente como un libro The Last Flower: A Parable in Pictures (La última flor, una parábola en imágenes, Harper and Brothers, 1939). Luego, una versión animada fue tenida la actuación en la película inspirada por Thurber, The War Between Men and Women (La guerra entre hombres y mujeres).

## Acto II
Las escenas en el segundo acto de la revista incluyen las siguientes.

### The Pet Department
The Pet Department ("El departamento de mascotas") tiene la actuación del Locutor (Cuarto Hombre), el Terapeuta de Mascotas (Primer Hombre), la Señora Whittaker (Segunda Mujer), y Niña (Tercera Mujer). Es un programa de consejos, en el cual se muestra al público dibujos de mascotas por Thurber sobre los cuales buscan consejos. Algunas de las cartas individuales y respuestas aparecieron por primera vez en una columna falsa en The New Yorker con el título Our Pet Department (Nuestro departamento de mascotas) en 1930. El texto completo con los dibujos fue publicado en The Owl in the Attic and Other Perplexities (El búho en la buhardilla y otras perplejidades, Harper and Brothers, 1931).

### Mr. Preble Gets Rid of His Wife
Mr. Preble Gets Rid of His Wife ("El señor Preble se deshace de su esposa") tiene la actuación de Preble (Segundo Hombre), la Señorita Daley (Tercera Mujer), y la Señora Preble (Primera Mujer). Cuando el Señor Preble se quiere escapar con otra mujer, su esposa intenta montar su propio asesinato. El cuento apareció en The New Yorker el 4 de marzo de 1933 y fue reimpreso en My World—and Welcome to It.

### File and Forget
File and Forget ("Archivar y olvidar") incluyen a los personajes James Thurber (Primer Hombre), la Señorita Bagley (Cuarta Mujer), la Señorita Alma Winege (Primera Mujer), la Señorita Wynne (Tercera Mujer), Jeannette Gaines (Segunda Mujer), Clint Jordan (Segundo Hombre), y H. F. Cluffman (Tercer Hombre). La escena consiste en Thurber dictando una serie de cartas en un intento vano por prevenir que su editorial le envíe libros que él no pidió, y la confusión en escalada de las respuestas. El Thurber real, que era completamente ciego por entonces y acercándose al final de su vida, hizo el papel de sí mismo en actuaciones tardías del programa. La obra jocosa original fue publicada en The New Yorker el 8 de enero de 1949 y fue reimpresa en Thurber Country: The Classic Collection About Males, and Females, Mainly of Our Own Species (El país de Thurber: La colección clásica de los machos, las hembras, mayormente de nuestra propia especie; Simon & Schuster, 1953).

### Take Her Up Tenderly
Take Her Up Tenderly ("Levántala afectuosamente") tiene la actuación de John (Segundo Hombre), Nellie (Segunda Mujer), y Lou (Primera Mujer) actualizando poesía clásica para hacerla más alegre. La versión de la obra en prosa, que fue un ensayo humorístico en vez de un cuento, apareció originalmente en The Bermudian, y fue incluida en Thurber Country.

### Fables (Part 2)
Fables (Part 2) ("Fábulas, Parte 2") consiste en dos más de las fábulas de Thurber, montadas en escena originalmente por James Starbuck. Son:
- The Owl Who Was God ("El búho que fue dios"): narrada por Segunda Mujer, tiene la actuación de los personajes Búho (Tercer Hombre), Topos (Cuarto Hombre y Quinto Hombre), el Secretario Pájaro (Segundo Hombre), y Zorra Roja (Cuarta Mujer) en un cuento que trata de que demasiadas personas están engañadas "demasiado frecuentemente". La fábula apareció por primera vez en The New Yorker el 29 de abril de 1939[9] y fue recogida en Fables for Our Time and Famous Poems Illustrated (1940).

- The Clothes Moth and the Luna Moth ("La Mariposa y la Polilla"): narrada por Primer Hombre, este cuento cínico de deseo no correspondido tiene la actuación de dos personajes, la Mariposa (Tercera Mujer) y la Polilla (Quinto Hombre). La fábula apareció por primera vez en The New Yorker el 19 de mayo de 1956 y fue recogida en Further Fables for Our Time (1956).

### The Secret Life of Walter Mitty
The Secret Life of Walter Mitty ("La vida secreta de Walter Mitty)": narrado por Cuarto Hombre. Esta adaptación del cuento más famoso de Thurber incluye a los personajes Walter Mitty (Primer Hombre), la Señora Mitty (Primera Mujer), Primera Voz (Quinto Hombre), el Tte. Berg (Cuarto Hombre), Enfermera (Tercera Mujer), el Dr. Renshaw (Tercer Hombre), el Dr. Benbow (Quinto Hombre), el Dr. Remington (Cuarto Hombre), el Señor Pritchard-Mitford (Segundo Hombre), y el Líder (Segundo Hombre). Mitty, un soñador sumiso, se imagina como el héroe de cuatro aventuras. La versión escénica tiene un final poco más optimista que el cuento original, con Mitty estando más listo que el escuadrón de fusilamiento. El cuento original apareció por primera vez en The New Yorker el 18 de marzo de 1939 y fue recogido en su libro My World and Welcome to It (Harcourt, Brace and Company, 1942).

### Word Dance (Part 2)
World Dance (Part 2) ("Baile mundial, parte 2"), originalmente montada en escena por James Starbuck, es la continuación de la escena que abre el programa. Como la Parte 1, se basa en textos de dibujos clásicos de Thurber y algunos de sus otros textos. Concluye con una petición, que vino de la línea final de The Ladies of Orlon (Las Mujeres de Orlon, de Alarms & Diversions, 1957), que las mujeres en el público se mantengan en sus asientos hasta que los hombres hayan salido del teatro. "Necesitan, el Dios sabe, una ventaja".

## Presentación
Las notas en el guion llaman a un diseño escénico (originalmente de Marvin Reiss) que incluye muebles pintados en blanco, con líneas negras pintadas un poco mal para imitar a la fachada de los dibujos de Thurber. Los decorados también incluyen telones de fondo, recortes, y un telón de gasa que reproduce algunos de los propios dibujos animados. La producción se supone que incluya música original escrita por Don Elliott para la obra.

## Álbum
Un álbum del elenco original, incluyendo la música y el diálogo de la obra, fue lanzado por Columbia Records en 1960.

## Premios
James Thurber (escritor) y Burgess Meredith (director) ganaron un Premio Especial de los Premios Tony por A Thurber Carnival.

## Secuela
Una segunda revista basada en las obras de Thurber, The Beast in Me (La bestia dentro de mí), abrió en Broadway el 14 de mayo de 1963 y cerró cuatro días después. Fue adaptada por James Costigan de 11 de las fábulas de Thurber (de Fables for Our Time). Protagonizaron Kaye Ballard y Bery Convy, y tuvo música de Don Elliott.